# Лессинг, Отто
Отто Лессинг (нем. Otto Lessing; 24 февраля 1846, Дюссельдорф — 22 ноября 1912, Берлин) — немецкий скульптор, приверженец историзма.

## Биография
Отто Лессинг был сыном художника Карла Фридриха Лессинга — внучатого племянника великого немецкого поэта и драматурга Готхольда Эфраима Лессинга. Начал изучать живопись под руководством своего отца. Скульптуру преподавали ему Карл Штейнхойзер в Академии искусств Карлсруэ (1863—1865) и Альберт Вольф в Берлине (1865—1868). Затем О. Лессинг вернулся в Карлсруэ, где до 1872 года работал у Штейнхойзера.
Осенью 1872 года молодой скульптор переехал в Берлин, ставший к тому времени столицей Германской империи. В 1880 году здесь же купил дом (на Тиргартене) его тесть — известный художник Ханс Фредрик Гуде. В саду при доме Гуде и Лессинг устроил свои мастерские.

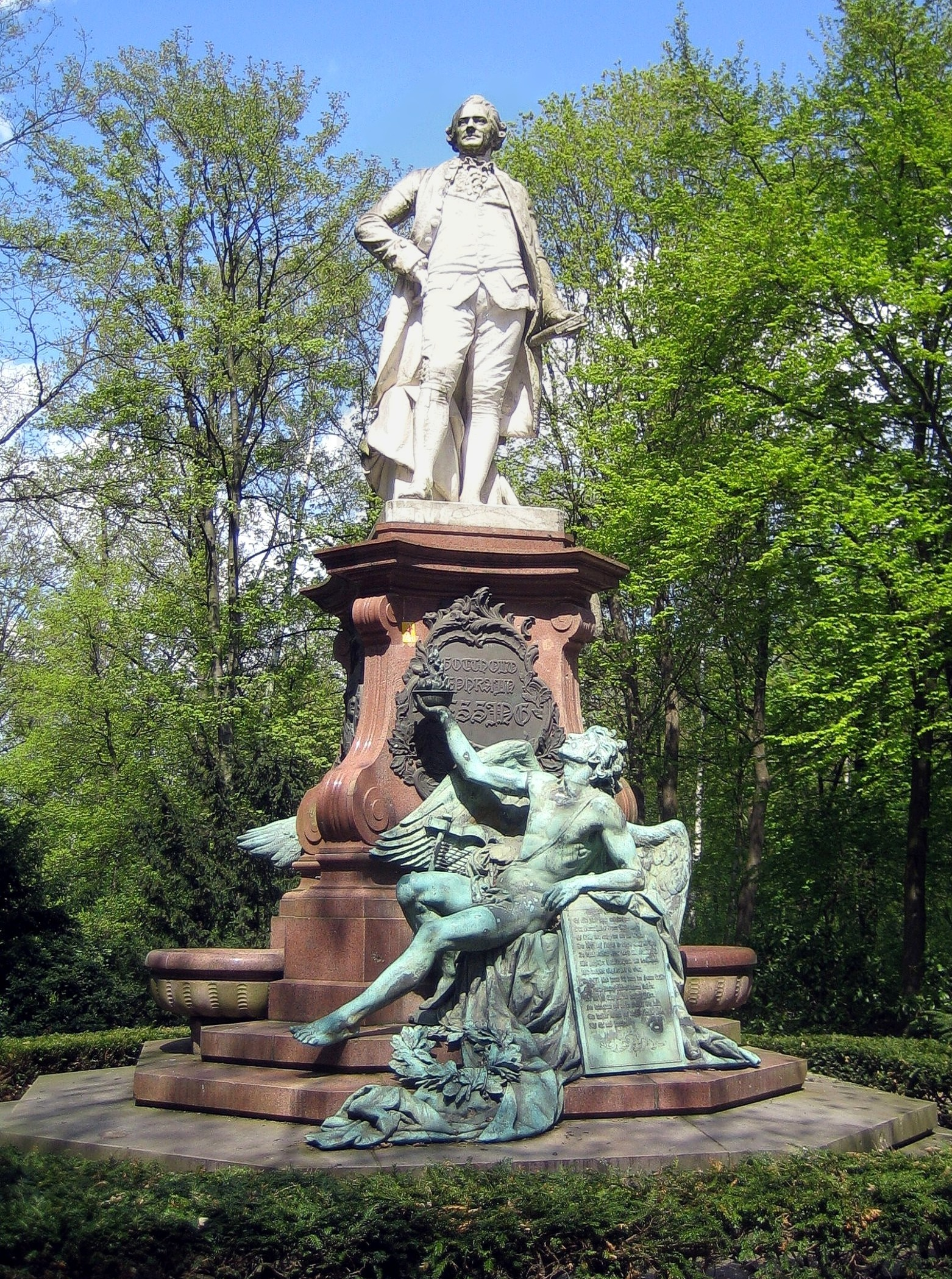
Памятник Лессингу в Большом Тиргартене

К концу XIX века известность и успех О. Лессинга достигла своего апогея. В 1890 году его приняли в престижный Берлинский союз архитекторов. Скульптор получал крупные заказы на выполнение декоративных работ, статуи и рельефы для зданий Рейхстага, берлинского Городского дворца, Берлинского кафедрального собора. Помимо столь значительных государственных заказов Лессинг выполнял и не столь объёмные работы по украшению крупных торговых домов и вилл для «новой буржуазии». Авторству Лессинга принадлежат и многие берлинские памятники. Так, в 1886—90 годах он создал монумент своему двоюродному прадеду Г. Э. Лессингу в Тиргартене.
В октябре 1890 года Лессингу было присвоено звание профессора, и он начал преподавать в художественном училище при берлинском Музее прикладного искусства. В 1894 году он переехал на виллу в берлинский привилегированный район Груневальд, где построил себе большую мастерскую. Став сенатором Берлинской академии художеств, в 1911 году О. Лессинг был награждён прусским орденом «Pour le Mérite». Похоронен на Груневальдском кладбище в Берлине.